# Юханов, Алексей Семёнович
Алексе́й Семёнович (Сергеевич) Юха́нов (14 [27] марта 1913 года — 20 сентября 1944 года) — советский офицер, Герой Советского Союза (1945), участник Великой Отечественной войны в должности командира взвода 593-го стрелкового полка 131-й стрелковой дивизии 2-й ударной армии Ленинградского фронта, лейтенант.

## Биография
Родился 14 (27) марта 1913 года в селе Троица Спасского уезда Рязанской губернии в крестьянской семье. Русский. Получил начальное образование. Переехав в город Ленинград, работал на одном из заводов.
В 1941 году был призван в Красную армию Фрунзенским райвоенкоматом города Ленинграда. В боевых действиях Великой Отечественной войны с сентября 1941 года. Воевал в батальоне народного ополчения на Ленинградском фронте. В 1943 году окончил курсы младших лейтенантов и назначен командиром стрелкового взвода. Был пять раз ранен, но всегда возвращался в строй.
25 июля 1944 года младший лейтенант Юханов со своим взводом под огнём противника в числе первых форсировал реку Нарва в районе населённого пункта Тырвала в Эстонии. Будучи раненым ещё при посадке в лодки, остался со взводом. Когда на середине реки лодка была разбита, вплавь добрался до западного берега. Взвод с ходу атаковал первую траншею врага. Командир взвода сам ручными гранатами забросал блиндаж и уничтожил девять немецких солдат. Во время атаки второй траншеи был снова ранен. Несмотря на это, продолжал выполнять боевую задачу и ворвался в третью траншею. Лично уничтожил 16 солдат противника и только по приказанию командира полка был эвакуирован в тыл. 28 июля 1944 года командиром полка был представлен к присвоению звания Героя Советского Союза.
Умер от полученных ран в полевом госпитале 20 сентября 1944 года.
Указом Президиума Верховного Совета СССР от 24 марта 1945 года за мужество, отвагу и героизм, проявленные в борьбе с немецко-фашистскими захватчиками, лейтенанту Юханову Алексею Семёновичу присвоено звание Героя Советского Союза посмертно.

## Награды
- Медаль «Золотая Звезда» Героя Советского Союза;
- орден Ленина;
- медаль «За оборону Ленинграда».

## Память
- Похоронен в братской могиле на кладбище Нарва-Йыэсуу[5].
- Именем Алексея Юханова названа улица в городе Нарве (Эстония)[6].
- В родном селе Троица в честь Юханова названа улица[7] и школа, а на доме, где он жил и школе, где учился, установлены мемориальные доски.